# Paint Box
«Paint Box» (с англ. — «Коробка с красками») — песня группы Pink Floyd, записанная на второй стороне сингла 1967 года «Apples and Oranges», который издавался в странах Европы, в Южной Африке и Новой Зеландии, но не выпускался в США.
Автор музыки и слов песни — Ричард Райт, он же — исполнитель вокальной партии. «Paint Box» стала первой композиторской работой Райта в Pink Floyd.

## О композиции
Помимо сингла «Apples and Oranges» песня «Paint Box» была также записана на сборниках
The Best of the Pink Floyd 1970 года,
Relics 1971 года (под названием «Paintbox»),
Masters of Rock 1974 года,
The Early Singles 1992 года (изданном в составе бокс-сета Shine On)
1967: The First Three Singles 1997 года,
кроме того песня «Paint Box» была издана на третьем диске в релизе 2007 года к 40-летнему юбилею Pink Floyd — The Piper at the Gates of Dawn.
В 1968 году после ухода из группы Сида Барретта гитарные партии в «Paint Box» на концертах исполнял Дэвид Гилмор. Выступление с группой Гилмора представлено, в частности, на рекламном видео песни «Paint Box», снятом для бельгийского телевидения в феврале 1968 года.

## Участники записи
- Ричард Райт — клавишные, ведущий вокал;
- Сид Барретт — гитара, бэк-вокал;
- Роджер Уотерс — бас-гитара, бэк-вокал;
- Ник Мейсон — ударные;